# Bhoopanahalli, Chintamani
Bhoopanahalli là một làng thuộc tehsil Chintamani, huyện Kolar, bang Karnataka, Ấn Độ.